# Vernek
Vernek este o localitate din comuna Litija, Slovenia, cu o populație de 50 de locuitori.